# Wormaldia myanmari
Wormaldia myanmari là một loài Trichoptera hóa thạch trong họ Philopotamidae.